# Vlag van Burdinne
De vlag van Burdinne is op onbekende datum bij raadsbesluit vastgesteld als de vlag van de Luikse gemeente Burdinne. De vlag kan als volgt worden beschreven:
Horizontaal verdeeld rood-wit met een gekartelde verdeling.
De vlag komt overeen met het vlagontwerp van de Raad van Heraldiek en Vexillologie (Frans: Conseil d’héraldique et de vexillologie). De vlag is gelijk aan van het tweede en derde kwartier van het wapen.